# ジェイアール四国バス
ジェイアール四国バス株式会社（ジェイアールしこくバス）は、四国のバス事業者で、四国旅客鉄道（JR四国）の100%子会社である。JRバスの中では最後まで旅客鉄道会社直営であったが、2004年4月1日に分社された。四国内で路線バス2路線、四国から関東・京阪神方面と四国都市間線を中心に高速バスを運行する。かつては、貸切バス事業も行っていた。
会社のスローガンは「Here with You」。
会社発足以来「JR四国バス」の通称名を表記していたが、2009年9月以降は「ジェイアール四国バス」で表記している。また、JRマークも印刷物やウェブサイトなどでは使用しておらず、ツバメマークを正式な社章としている。

## 沿革
- 1987年（昭和62年）4月1日 - 国鉄分割民営化により国鉄四国総局自動車管理室を母体に四国旅客鉄道株式会社自動車事業部が発足（通称:JR四国バス）。
- 1990年（平成2年）11月1日 - 高知自動車営業所を開設し、鍛冶屋原自動車を徳島自動車営業所に改称[3]。
- 1994年（平成6年） - 窪川営業所廃止。伊予大洲営業所が貸切専門となる。
- 1995年（平成7年） - 高松市のタクシー会社の香川県交通から貸切バス事業を譲り受ける。
- 1997年（平成9年）3月31日 - 伊予日吉営業所・伊予大洲営業所廃止。
- 1998年（平成10年）
  - 4月1日 - 本四・淡路高速線開業に伴い徳島自動車営業所佐古営業所開設。観音寺営業所が貸切専門となる。
  - 12月1日 - 佐川営業所が貸切専門となる。
- 1999年（平成11年）4月1日 - 佐川営業所廃止、徳島自動車営業所が貸切専門となる。
- 2001年（平成13年）4月1日 - 川之江営業所が貸切となり、高松自動車営業所傘下となる。
- 2003年（平成15年）2月5日 - 丸亀・高松 - 大阪線（高松エクスプレス大阪号）ポイントカードサービス開始。
- 2004年（平成16年）
  - 4月1日 - 分社化、「ジェイアール四国バス」営業開始[1]。高松・松山・徳島・高知自動車営業所の呼び方を支店に変更。徳島自動車営業所佐古営業所を徳島支店、徳島自動車営業所を徳島支店鍛冶屋原営業所に改称。
  - 12月6日 - 高松支店川之江営業所廃止[4]。
- 2006年（平成18年）9月30日 - 丸亀・高松 - 大阪線（高松エクスプレス大阪号）ポイントカードサービス終了。
- 2008年（平成20年）7月12日 - 松山・高松 - 東京・TDL線（ドリーム高松・松山号）にプレミアムシート（1階3席、座席料金2,300円）を導入。
- 2009年（平成21年）
  - 2月20日 - 高知駅周辺の再開発により高知支店が高知市高須に移転。（山田営業所を統合）
  - 3月20日 - 観音寺バスプラザ 坂出インターチェンジバスプラザ開設[5]。
  - 4月1日 - 観音寺・丸亀 - 大阪線（観音寺エクスプレス大阪号）、観音寺・丸亀 - 新神戸線（観音寺エクスプレス神戸号）運行開始。
- 2011年（平成23年） - 徳島支店鍛冶屋原営業所廃止。（徳島支店に統合）
- 2012年（平成24年）
  - 2月1日 - この日の乗車分より、JRみどりの窓口での四国内路線と岡山発着路線の乗車券発売を中止する。
  - 4月1日 - この日の乗車分より、JRみどりの窓口での残りの全路線の乗車券発売を中止する。
- 2016年（平成28年）
  - 5月10日 - 大栃線にてICカード「ですか」のサービスを開始。
  - 6月1日 - 観音寺・高松 - 東京線（ドリーム高松号）にてハイデッカー3列シート車両を新規投入。
  - 7月15日 - 観音寺・高松 - 東京線（ドリーム高松号）にて三豊市役所停留所を新設。
- 2017年（平成29年）
  - 6月30日 - この日で観音寺・丸亀 - 大阪線（観音寺エクスプレス大阪号）と観音寺・丸亀 - 新神戸線（観音寺エクスプレス神戸号）の共同運行を終了。
  - 9月30日 - この日をもって貸切バス事業から撤退[2]。
- 2019年（令和元年）
  - 5月31日 - この日をもって坂出インターバスプラザの窓口営業終了[6]
  - 6月21日 - 西日本ジェイアールバスとの共同運行で、高知・高松・徳島 - 福井・金沢・富山間に夜行高速バス「北陸ドリーム四国号」の運行を開始[7]。
- 2020年（令和2年）
  - 7月22日 - 「高知エクスプレス号」に新型2階建車両（スカニア社製「InterCityDD」）を導入[8]。
  - 7月26日 - この日をもって坂出インターバスプラザを閉鎖[9]。
- 2022年（令和4年）6月30日 - この日をもってゆめタウン高松バスプラザ（2020年8月11日より無期限休業中）の営業を終了[10]。ゆめタウン高松バス利用者駐車場の運営からも撤退[11]。

## 事業所

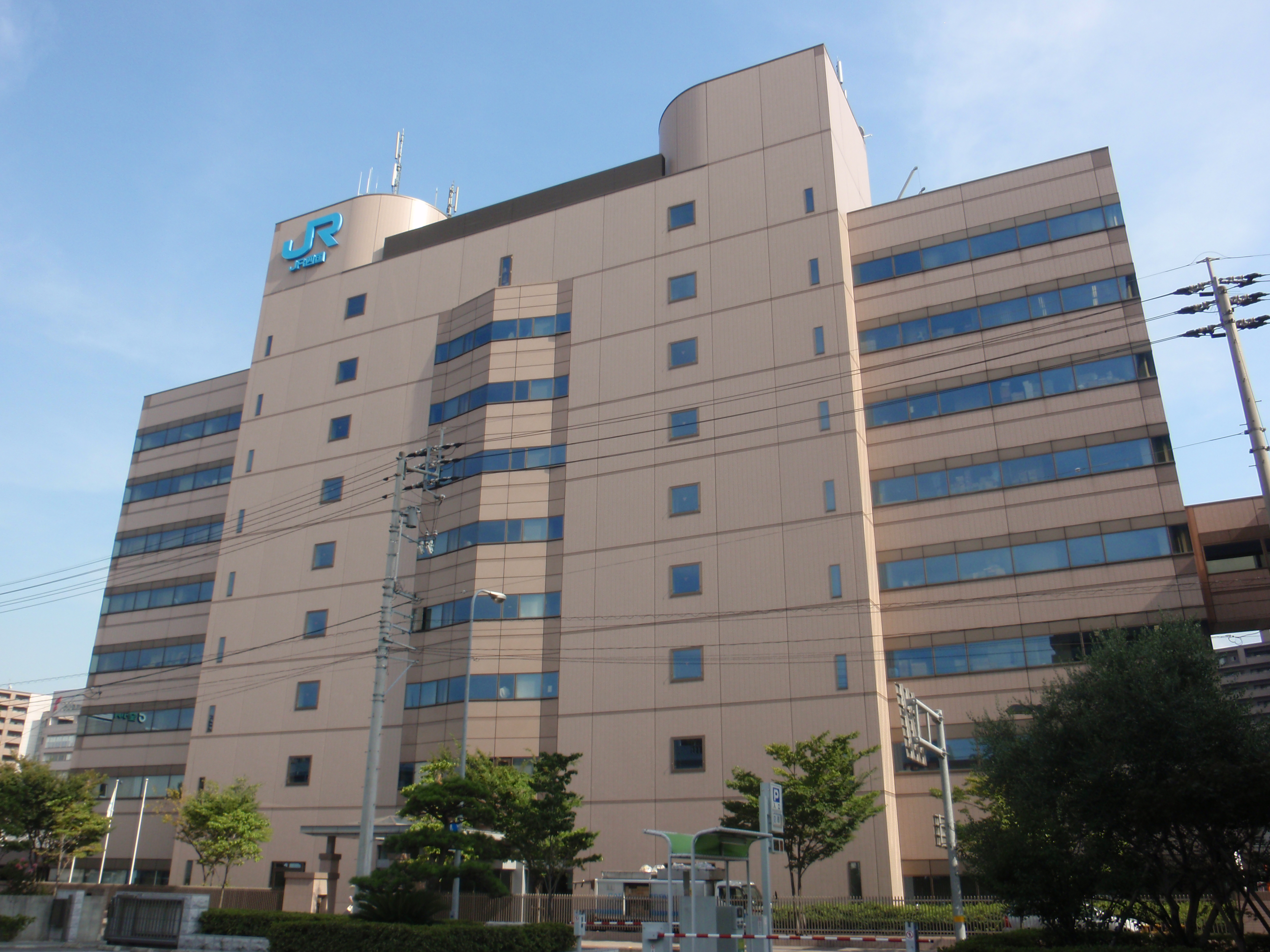
本社が入居するJR四国本社ビル

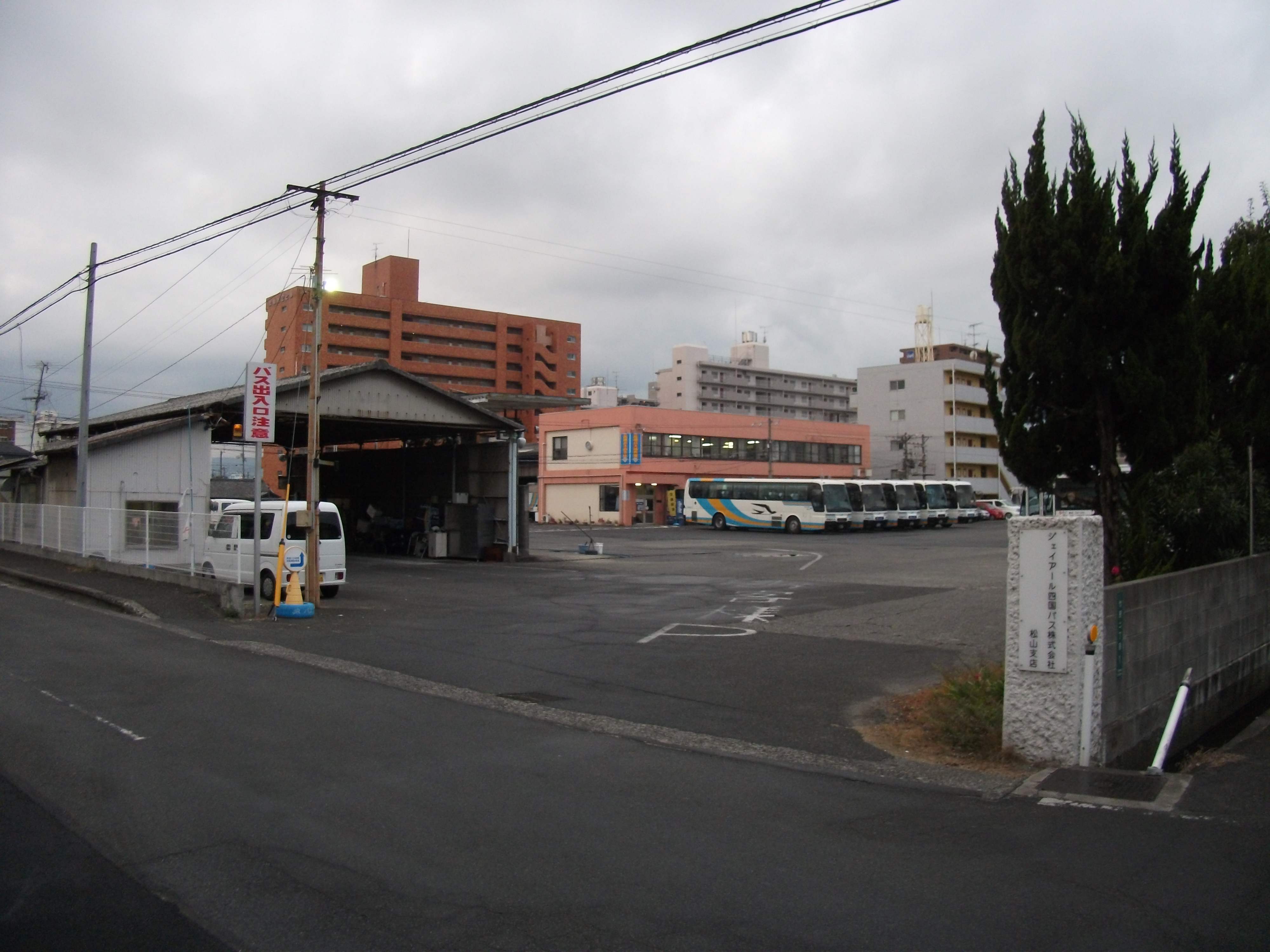
松山支店

高松市にある本社の下、各県の県庁所在地に支店を置き、高松支店には営業所が置かれている。各支店に所属する車両のナンバープレートは、それぞれ支店の置かれている県名となっている。2020年5月11日以降に高松支店に配備される車両は高松ナンバーとなる。観音寺営業所には2009年4月より高速路線車両が配置されている。
- 本社：香川県高松市浜ノ町8番33号 四国旅客鉄道（JR四国）本社ビル内
- 高松支店：香川県高松市西町32番16号（JR四国高松運転所内）
  - 高松バスプラザ：香川県高松市浜ノ町1番33号
  - 観音寺営業所：香川県観音寺市栄町三丁目2番20号[5]
- 松山支店：愛媛県松山市竹原二丁目1番76号
  - 松山バスプラザ：愛媛県松山市南江戸一丁目14
- 徳島支店：徳島県徳島市佐古三番町1503番地1
  - 徳島バスプラザ：徳島県徳島市寺島本町東三丁目8番地 ダイワロイネットホテル徳島駅前1階
  - 松茂バスプラザ：徳島県板野郡松茂町中喜来前原西三番越7-1
- 高知支店：高知県高知市高須224番地2
  - 高知バスプラザ:高知県高知市栄田町二丁目

貸切バス事業は2011年に松山・高知両支店で廃止、観音寺営業所も2015年4月24日をもって新規受付を中止したため、2015年5月以降は徳島支店のみで行ってたが、
2017年9月30日をもって徳島支店の貸切バス事業も廃止した。

### かつて存在した営業所
※地名は営業当時のものを記す。
愛媛県
- 川之江自動車営業所→高松自動車営業所川之江営業所→高松支店川之江営業所

所在地：川之江市
- 伊予大洲自動車営業所

所在地：大洲市
- 伊予日吉自動車営業所

所在地：北宇和郡日吉村
徳島県
- 鍛冶屋原自動車営業所→徳島自動車営業所→徳島支店鍛冶屋原営業所

所在地：板野郡上板町鍛冶屋原
高知県
- 土佐山田自動車営業所→高知自動車営業所土佐山田営業所→高知支店山田営業所

所在地：香美市土佐山田町
- 佐川自動車営業所→高知自動車営業所佐川営業所

所在地：高岡郡佐川町
- 窪川自動車営業所→高知自動車営業所窪川営業所

所在地：高岡郡窪川町

### かつて存在した販売窓口
香川県
- ゆめタウンバスプラザ

所在地：高松市上天神町191-5
2002年11月1日開設。2020年8月11日より無期限休業。休業のまま2022年6月30日限りで閉店し、以後は四国高速バスの単独運営となった。
- 坂出インターバスプラザ

所在地：綾歌郡宇多津町東分1660-4
2009年3月20日開設。2019年5月31日限りで閉店。
- 観音寺バスプラザ

所在地：観音寺市栄町三丁目2番20号
2009年3月20日開設。2018年12月31日限りで閉店。
徳島県
- 阿南バスプラザ

所在地：阿南市富岡町今福寺
2010年6月30日限りで閉店。
高知県
- 高知インター南バスプラザ

所在地：高知市薊野南町二丁目
2006年3月24日開設。2020年3月31日限りで閉店。

## 路線
民営化当時、松山高知急行線がJR四国全体で唯一の黒字路線であった。一般路線はほとんどが赤字の過疎路線であり、期待できる部分が少なかったことから、バス事業ではまず貸切バスに力を入れることになった。
高速バスに力を入れるきっかけとなったのは1988年の瀬戸大橋開通時で、瀬戸大橋特急線に参入したのを皮切りに、1991年までに東京へ3路線、名古屋・大阪へ1路線ずつを運行することとなった。その後、四国内の高速道路開通に伴い、高松・松山・高知からの高速バスに次々と参入し、1998年の明石海峡大橋開通時には徳島を拠点に高速バス路線開設を展開した。特に京阪神地区 - 徳島・高松間の高速バスは有数のドル箱路線でもある。
一方、路線バスは縮小傾向が続き、2017年現在では久万高原線（旧・松山高知急行線）と大栃線が残るのみとなっている。
分社化以来、2008年度まで運輸収入の増加が続いたが、2009年度は高速道路の休日ETC割引や新型インフルエンザの影響を受け、発足以来初となる前年比10%の減収となった。

### 高速バス

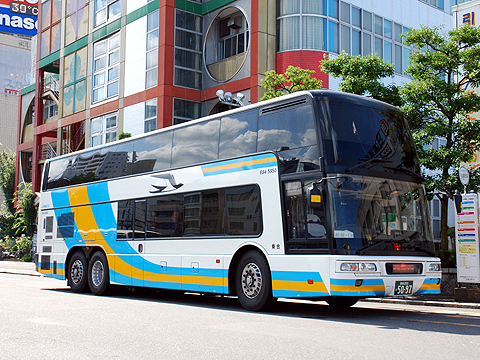
「オリーブ松山号」 694-5950

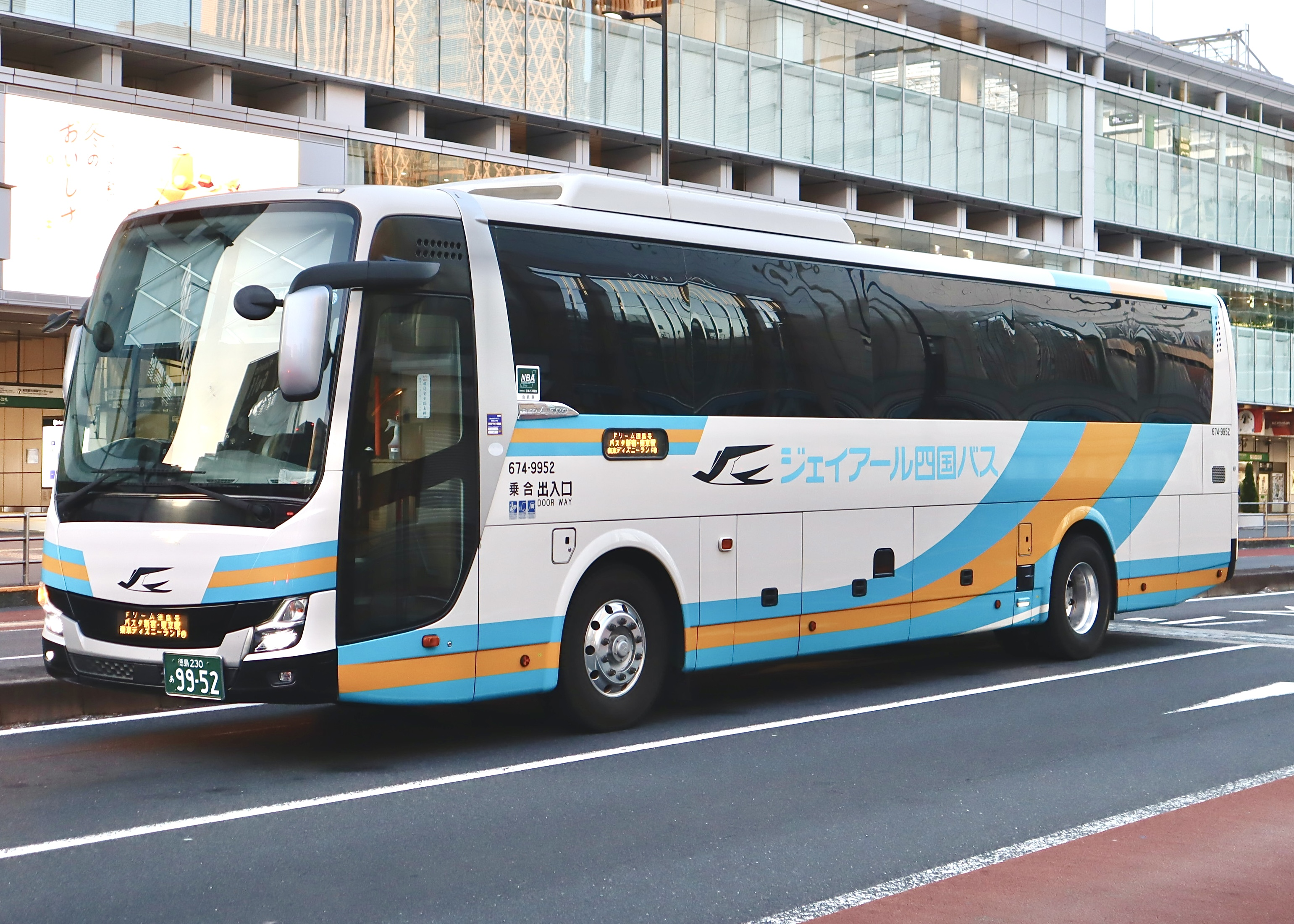
「ドリーム阿南・徳島号」674-9952

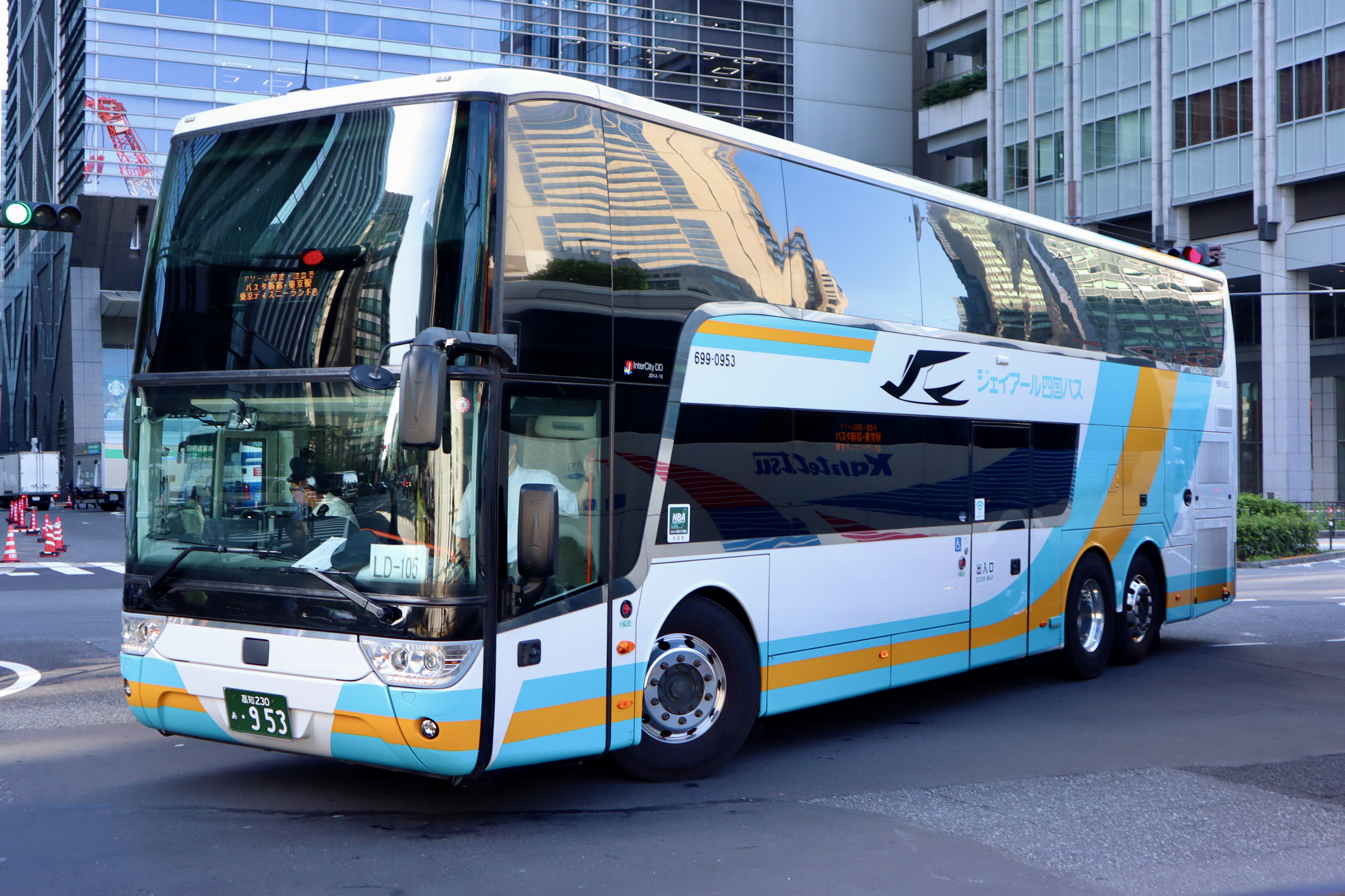
「ドリーム阿南・徳島号」699-0953

停留所などの詳細は、当該記事を参照、< >内は共同運行会社。
- 首都圏・名古屋発着
  - ドリーム阿南・徳島号（阿南・徳島 - 新宿・東京・東京ディズニーランド） <JRバス関東>
  - オリーブ松山号（松山・高松・徳島 - 名古屋） <JR東海バス>
    - 愛知県から四国を結ぶ夜行高速バスでは3番目の路線である。すでに運行していたオリーブ号（高松線）→オリーブ高知号の実績から、松山だけでは集客力に難があると考えられたため、徳島駅を経由する設定となった。当初は香川県内を経由せず、阿波池田駅を経由していた。また、徳島自動車道が全通前だったため、美馬IC - 三島川之江IC間は一般道経由だった。
    - 2006年に入り、「オリーブ高知号」の季節運行化（2007年1月を最後に運転されておらず、同年3月正式に廃止）に伴い、徳島県内での停車地を引き継いだほか、香川県内を経由することになり、東海地方と四国を結ぶJR系の夜行高速バスは、事実上オリーブ松山号に集約されることになった。なおオリーブ高知号は季節運行への格下げまで、香川県と京阪神以東を結ぶ路線としては最後まで瀬戸大橋を経由していた。
    - 名前は香川県の県花・県木であるオリーブに由来している。名古屋駅 - 徳島駅はJR東海バス名古屋支店、徳島駅 - 松山駅はJR四国バス松山支店の乗務員が乗務する。運行開始当初は三菱ふそう・エアロクィーン等の29人乗りスーパーハイデッカーが使用されていた。2006年以降は原則として三菱ふそう・エアロキング38人乗りダブルデッカーが使用されている。いずれも独立3列シート車トイレ付。スリッパ、毛布サービス。
    - 路線沿革
      - 1990年（平成2年）12月14日 - 「オリーブ号」（名古屋駅 - 名神大垣 - 坂出駅 - 高松駅間）運行開始[18][19]。
      - 1993年（平成5年）8月6日～13日 - 帰省バスとして名古屋駅 - 松山駅間を夜行便で1日1往復運行。
      - 1994年（平成6年）7月20日 - 高知駅まで延長運行開始[20]。
      - 1998年（平成10年）8月7日 - 「オリーブ松山号」運行開始[21]。当初は徳島道経由（名古屋駅 - 徳島駅 - 阿波池田駅 - 大街道 - 松山駅）だった。これに伴い「オリーブ号」は「オリーブ高知号」に改名。
      - 2006年（平成18年）
        - 1月10日 - 「オリーブ高知号」を季節運行便に振り替え、徳島駅経由に経路変更。
        - 1月11日 - 経路変更、現在の高松道経由の運行経路となる。同時に使用車両も変更。

      - 2007年（平成19年）3月 - 「オリーブ高知号」廃止。
      - 2009年（平成21年）10月1日 - 経路変更。新たに地下鉄東山線岩塚駅前、坂出インターバスターミナルに停車、坂出駅を廃止。レディースシートを新設。
      - 2013年（平成25年）10月1日 - 経路変更。新たに桑名駅（有楽町）に停車。
      - 2020年（令和2年）
        - 4月13日 - 新型コロナウイルス感染拡大の影響により、この日の出発便より運休[22]。
        - 6月26日 - 運行再開[23]。

      - 2025年（令和7年）
        - 4月1日 - 経路変更、瀬戸内エクスプレス名古屋号に改称。JR東海バス、伊予鉄バス、名鉄バスの4社で共同運行。新たに松山市駅に停車。岩塚駅前、桑名駅前（有楽町）、ゆめタウン高松、坂出インターバスターミナル、天山橋、JR松山支店を廃止。また、名鉄バスと伊予鉄バスの共同運行だったオレンジライナーえひめ号も当路線に統合し、名鉄バスセンター、八百屋町（徳島市）、余戸南インター、道後温泉、松山室町営業所、大洲本町、西大洲、八幡浜の各停留所を廃止。

- 京阪神発着

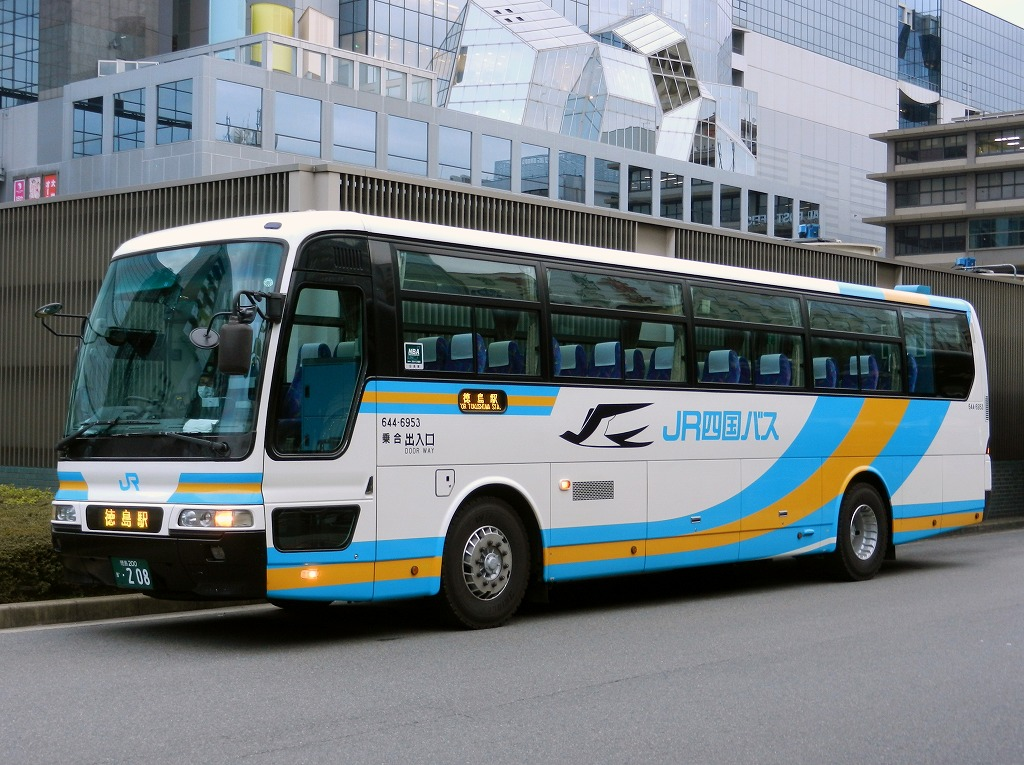
「阿波エクスプレス京都号」 644-6953

  - 高松エクスプレス京都号（高松 - 京都） <西日本JRバス、四国高速バス、京阪バス>
  - 高松エクスプレス大阪号（高松 - 大阪・USJ） <西日本JRバス、四国高速バス、阪急バス>
  - 高松エクスプレス神戸号（高松 - 三宮・新神戸） <西日本JRバス、四国高速バス、神姫バス>
  - 観音寺エクスプレス号（観音寺 - 三宮・大阪・USJ） <四国高速バス※2017年6月30日まで>
  - 関空リムジンバス（高松 - 関西空港） <四国高速バス、南海バス、関西空港交通>
  - 阿波エクスプレス京都号（徳島 - 京都） <西日本JRバス、本四海峡バス、徳島バス、京阪バス>
  - 阿波エクスプレス大阪号 <西日本JRバス、本四海峡バス>
    - 徳島県徳島市、松茂町、鳴門市と兵庫県神戸市、大阪府大阪市を結ぶ昼行高速バス。全便座席指定制のため、乗車には予約が必要。運行回数は1日23往復（西日本JRバス・本四海峡バス各8往復、JR四国バス7往復）。
      - 停車停留所
        - 徳島駅 - 松茂（徳島とくとくターミナル） - 高速鳴門 - 鳴門公園口（徳島行のみ） - 高速舞子 - JRなんば駅 - 大阪駅 - ユニバーサル・スタジオ・ジャパン (USJ)

    - 路線沿革
      - 1998年（平成10年）4月6日 - 明石海峡大橋の開通にともない、運行開始[24][25]。
      - 2007年（平成19年）12月20日 - 全便OCAT（JR難波駅）立ち寄りになる。
      - 2008年（平成20年）7月1日 - 西日本JRバス、本四海峡バス担当便が徳島マリンピアに乗り入れ。
      - 2009年（平成21年）10月1日 - 一部便（2往復）が小松島港まで延長。
      - 2010年（平成22年）7月1日 - 小松島港までの運転を廃止。
      - 2011年（平成23年）10月1日 - 徳島マリンピア乗り入れが本四海峡バス担当便のみになる。
      - 2013年（平成25年）9月30日 - この日の運行便をもって徳島マリンピア停留所を廃止。
      - 2020年（令和2年）
        - 4月20日 - 新型コロナウイルス感染拡大の影響により、JR四国バス担当便はこの日より（一部便は3月20日[26] および4月8日より）運休[27]。
        - 6月5日 - 減便ダイヤにて運行再開[28]。
        - 7月17日 - 「阿波エクスプレス京都号」全便運行再開[28]。

      - 2021年（令和3年）3月2日 - 一部便が大塚国際美術館・アオアヲナルトリゾート停車開始。

  - 阿波エクスプレス神戸号 <西日本JRバス、本四海峡バス>
    - 徳島県徳島市、松茂町、鳴門市と兵庫県神戸市を結ぶ。全便座席指定制のため、乗車には予約が必要。運行回数は1日15往復（各社5往復ずつ）。
    - 停車停留所
      - 徳島駅 - 徳島大学前 - 松茂（徳島とくとくターミナル） - 高速鳴門 - 鳴門公園口（徳島行のみ） - 高速舞子 - 三宮バスターミナル - 新神戸駅 - 神戸空港
      - 一部便（朝の下り便、夜の上り便）は神戸空港まで運行せず、新神戸駅が始発・終点となる。
      - 神戸空港発着のバス路線乗客数のうち、2007・08年度においては当線（徳島線）利用者が半数近くを占めているという[29]。

    - 路線沿革
      - 2006年（平成18年）2月16日 - 神戸空港開港に伴い、一部便が同停留所まで延長運転を行う。
      - 2008年（平成20年）7月1日 - 西日本JRバス担当便が徳島マリンピアに乗り入れ。
      - 2009年（平成21年）10月1日 - 一部便（2往復）が小松島港まで延長。
      - 2010年（平成22年）12月9日 - 徳島大学前停留所新設。小松島港までの運転を廃止。
      - 2013年（平成25年）4月20日 - 土・日・祝日の1往復が神戸アンパンマンミュージアム前に停車開始。
      - 2013年（平成25年）9月30日 - この日の運行便をもって徳島マリンピア停留所を廃止。
      - 2015年（平成27年）7月1日 - 神戸アンパンマンミュージアム前停留所を廃止。
      - 2018年（平成30年）11月1日 - 神戸空港 - 新神戸駅間の区間利用が可能に。
      - 2020年（令和2年）
        - 4月23日 - 新型コロナウイルス感染拡大の影響により、（共同運行事業者担当便を含む）全便がこの日より当面の間運休[27]。
        - 6月5日 - 減便ダイヤにて運行再開[28]。
        - 6月19日 - 全便運行再開[28]。

      - 2021年（令和3年）3月2日 - 一部便が大塚国際美術館・アオアヲナルトリゾート停車開始。
- なお、阿波エクスプレス神戸号・大阪号ともJR四国バス担当便は一貫して徳島マリンピアには乗り入れていない。
  - 高知エクスプレス・京阪神ドリーム高知号（須崎・高知 - 三宮・大阪・京都） <西日本JRバス>
  - 松山エクスプレス・京阪神ドリーム松山号（八幡浜・松山 - 三宮・大阪） <西日本JRバス>
- 広島・岡山発着、四国島内路線
  - 高松エクスプレス広島号（高松 - 広島） <JRバス中国>
  - マドンナエクスプレス（松山 - 岡山） <伊予鉄バス、両備バス、下津井電鉄>
  - 龍馬エクスプレス（高知 - 岡山） <とさでん交通、両備バス、下津井電鉄>
  - 坊っちゃんエクスプレス（高松 - 松山） <四国高速バス、伊予鉄バス>
  - 黒潮エクスプレス（高松 - 高知） <四国高速バス、とさでん交通>
  - なんごくエクスプレス <松山 - 高知> JR四国バス以外はホエールエクスプレスを運行
  - 吉野川エクスプレス（松山 - 徳島） <伊予鉄バス、徳島バス>
  - 高知徳島エクスプレス <徳島バス、とさでん交通>
    - 運行回数
      - 昼行便1日4往復。

    - 主な停留所
      - 高知駅 - はりまや橋 - 一宮バスターミナル - 三好BS - 美馬BS - 脇町BS - 阿波BS - 土成BS - 上板BS - 徳島駅

    - 路線沿革
      - 2002年（平成14年）3月30日 - 運行開始[30]。
      - 2009年（平成21年）12月1日 - 徳島市内に「鈴江」バス停を新設。
      - 2020年（令和2年）
        - 4月20日 - 新型コロナウイルス感染拡大の影響により、（共同運行事業者担当便を含む）全便がこの日より運休[31]。
        - 6月20日 - 減便ダイヤにて運行再開[32]。
        - 7月17日 - 全便運行再開[32]。

#### かつて運行していた高速バス
直営時代の廃止・撤退を含む。

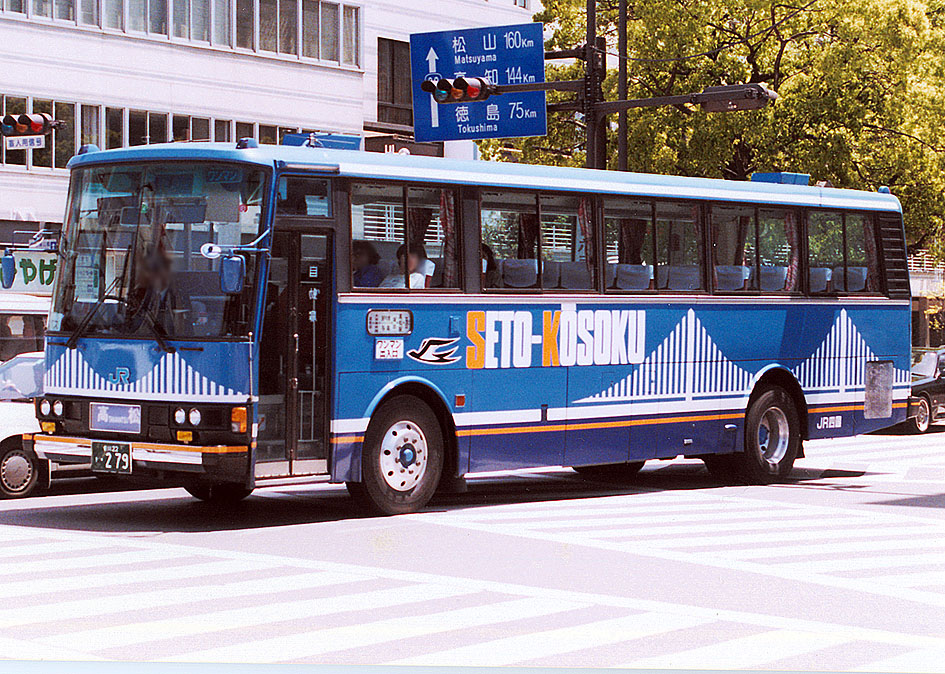
瀬戸大橋特急線専用車両 641-6929

- 瀬戸大橋特急線（岡山駅・倉敷駅 - 高松駅・レオマワールド） <瀬戸大橋高速バス（解散）、両備バス、下津井電鉄、中国JRバス>
  - 初の高速路線として1988年4月の瀬戸大橋開通時に開設。1993年12月1日廃止。両備バスと共に最後まで運行していた。
- どっきん松山号（堺東駅・南海なんばBT - 松山駅） <西日本JRバス、南海電気鉄道（当時）>
  - 1998年3月廃止。
- キララエクスプレス（広島 - 松山） <広島交通、伊予鉄バス> ※ JR四国バスと広島交通以外は松山 - 尾道 - 福山行として運行を継続
  - 1999年10月で運行を終了。
  - 現在は松山市駅 - 松山駅 - 瀬戸田BS/瀬戸田PAはキララエクスプレスを、瀬戸田BS/瀬戸田PA - 広島バスセンターはしまなみライナーの広島線、または松山市駅 - 松山駅 - 因島大橋はキララエクスプレスを、因島大橋 - 広島バスセンターはフラワーライナーを利用することができる。

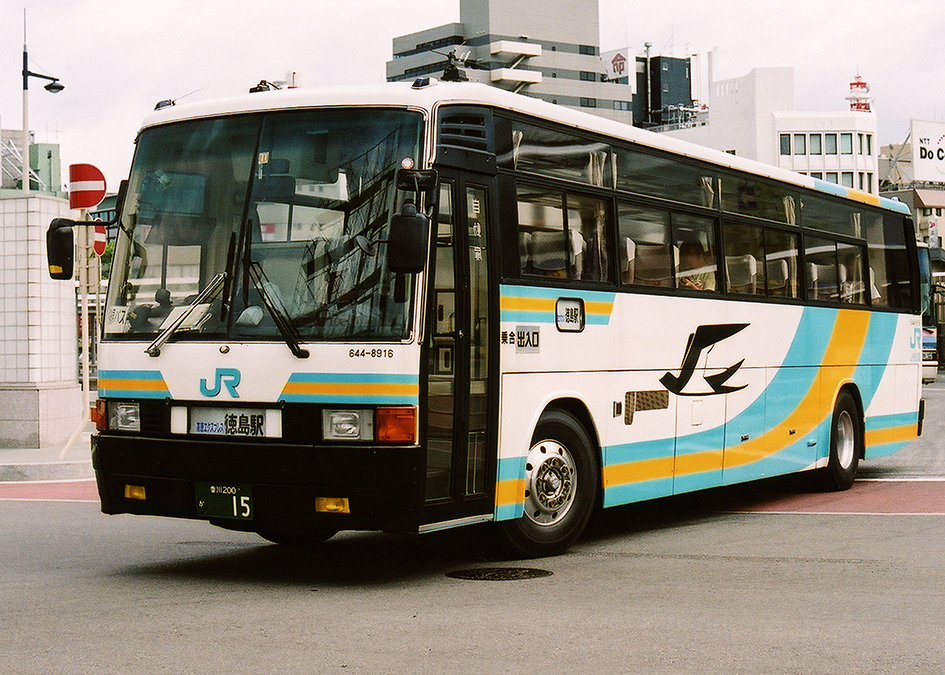
高徳エクスプレス 644-8916

- 高徳エクスプレス（高松駅 - 徳島駅） <大川自動車、徳島バス>
  - JR四国は2003年3月31日に撤退[33]、路線は他2社により運行を継続（のちに徳島バス運行分は四国高速バスへ委託）。
- オリーブ高知号（高知駅・徳島駅 - 名古屋駅） 徳島駅 - 名古屋駅はオリーブ松山号、およびオレンジライナーえひめ号を利用可能。高知駅 - 名古屋駅は2021年12月31日までとさでん交通のドラゴンライナーが利用可能だったが、翌2022年1月1日に廃止されたため[34]、代替として黒潮エクスプレス（高知駅 - 高松駅）とさぬきエクスプレス名古屋（高松駅 - 名鉄バスセンター（名鉄名古屋駅））を乗り継ぐ形に改められている[35]。
- 徳島岡山エクスプレス（徳島駅 - 岡山駅・倉敷駅） <徳島バス>
  - JR四国バスは2007年10月31日に、また中国JRバスも2009年10月31日に撤退し、現在は岡山駅発着となり、徳島バスと両備バスの運行により路線を継続。
- 阿南エクスプレス号（阿南 - 大阪）
  - 阿南と大阪を結んでいた昼行便。運行回数は1日2往復。かつては西日本JRバス、本四海峡バスと共同運行していた。
    - 停留所
      - 阿南駅 - 富岡東 - 那賀川 - ゆたか野団地前 - 大林 - 小松島 - 徳島文理大西口 - 徳島大学前 - 松茂 - 高速舞子 - 三宮 - JRなんば駅 - 大阪駅

    - 路線沿革
      - 2001年（平成13年）10月27日 - 運行開始[36]。当初は6往復[30]（各社2往復）。
      - 2003年（平成15年）4月6日 - 松茂に停車開始。
      - 2004年（平成16年）3月1日 - 高速舞子に停車開始。
      - 2008年（平成20年）7月1日 - 徳島地区の運行ルートを一部変更（後述）。1往復を新神戸駅発着に変更（本四海峡バス担当）、大阪発着便のうち下り2本・上り5本が三宮バスターミナルに停車。
      - 2009年（平成21年）
        - 4月1日 - 新神戸発着便の廃止。大阪駅発着便が6往復に戻る。新浜 - 徳島大学前間に慈恵院前バス停を新設。
        - 10月1日 - 西日本JRバス、本四海峡バスの撤退に伴い1日2往復に減便。下り便（奇数号）は高速舞子を通過に変更する。また現在の旧道経由から、かつての55号バイパス経由に運行経路を変更する。駅コード廃止。

      - 2010年（平成22年）7月1日 - 路線廃止。

    - 当路線の運行ルート変更について
      - 2008年4月19日付の徳島新聞社会面での報道によると、小松島市からの要望により、同市中心部を経由して大阪方面に向かうルートへの変更を四国運輸局に申請した。認可され、2008年7月1日から新ルートでの運行が開始された。新ルートの運行経路は、下記のようになっている。
      - 2008年6月30日までは、徳島バスと同様に国道55号バイパスを走行し市中心部を通過していた。これを小松島市芝生町から徳島県道216号花園日開野線に入り、徳島県道17号小松島港線 - 旧国道55号（徳島県道120号徳島小松島線） - 論田町 - 末広大橋 - 徳島本町交差点を経由し、国道11号バイパスに抜けるルートに変更することとなった。
      - 新たに、小松島港、徳島赤十字病院前、論田中、新浜の4つのバス停が設置された（翌年ルート上にさらに慈恵院前バス停が設けられる）。しかし、旧道を経由することにより、徳島文理大西口と小松島の2つのバス停には停車しなくなった。
      - しかし、2009年10月1日より、JR四国バスの単独運行による2往復に減便のうえ、経路が2008年6月以前の形に戻されることになった。なお、2008年7月に新設されたバス停には、阿波エクスプレス大阪号・阿波エクスプレス神戸号が2往復ずつ小松島港発着となることにより対応することになる（慈恵院前バス停は廃止）。しかし、2010年7月1日、阿波エクスプレス大阪号の小松島港発着が廃止、2010年12月9日には阿波エクスプレス神戸号の小松島港発着も廃止された。

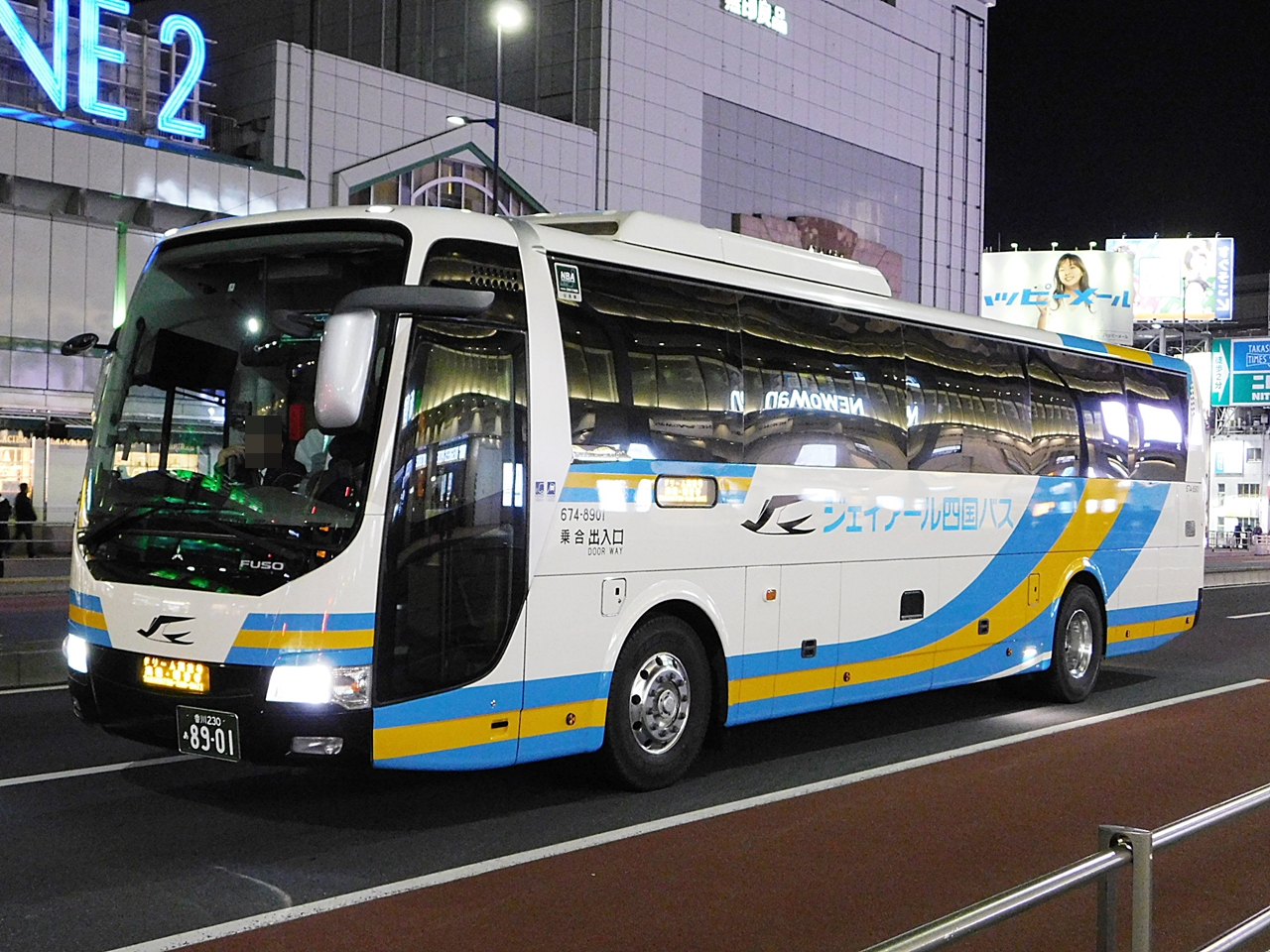
「ドリーム高松号」 674-8901

- ドリーム高松・松山号（松山・高松 - 東京・TDL） <JRバス関東>
  - 2013年3月に「ドリーム松山号」に移行。
- ドリーム松山号（松山 - 新宿・東京・TDL）
  - 2020年2月29日の松山発、翌3月1日の東京発をもって運行休止[37]。
- ドリーム高松号（観音寺・高松 - 新宿・東京・TDL）
  - 2020年7月31日の観音寺発、翌8月1日の東京発をもって運行休止[38]。なお、新型コロナウイルス感染拡大の影響により観音寺発は4月5日から、東京発は4月6日から運休していたため、事実上の最終運行日は観音寺発が4月4日、東京発が4月5日となった[23]。
- ドリーム高知・徳島号（高知・徳島 - 新宿・東京・東京ディズニーランド） <JRバス関東>
  - 2021年4月1日廃止[39]。なお、新型コロナウイルス感染拡大の影響により2020年4月5日から運休していたため、同年4月4日の出発便が事実上の最終運行となった[40]。
- 北陸ドリーム四国号（高知・高松・徳島 - 福井・金沢・富山） <西日本JRバス>
  - 2023年12月1日廃止[41]。なお、新型コロナウイルス感染拡大の影響により2020年4月20日から運休していたため、同年4月19日の出発便が事実上の最終運行となった[41]。よって2019年6月21日から2020年4月19日までの約10か月間しか運行されなかった[42]。

### 一般路線バス

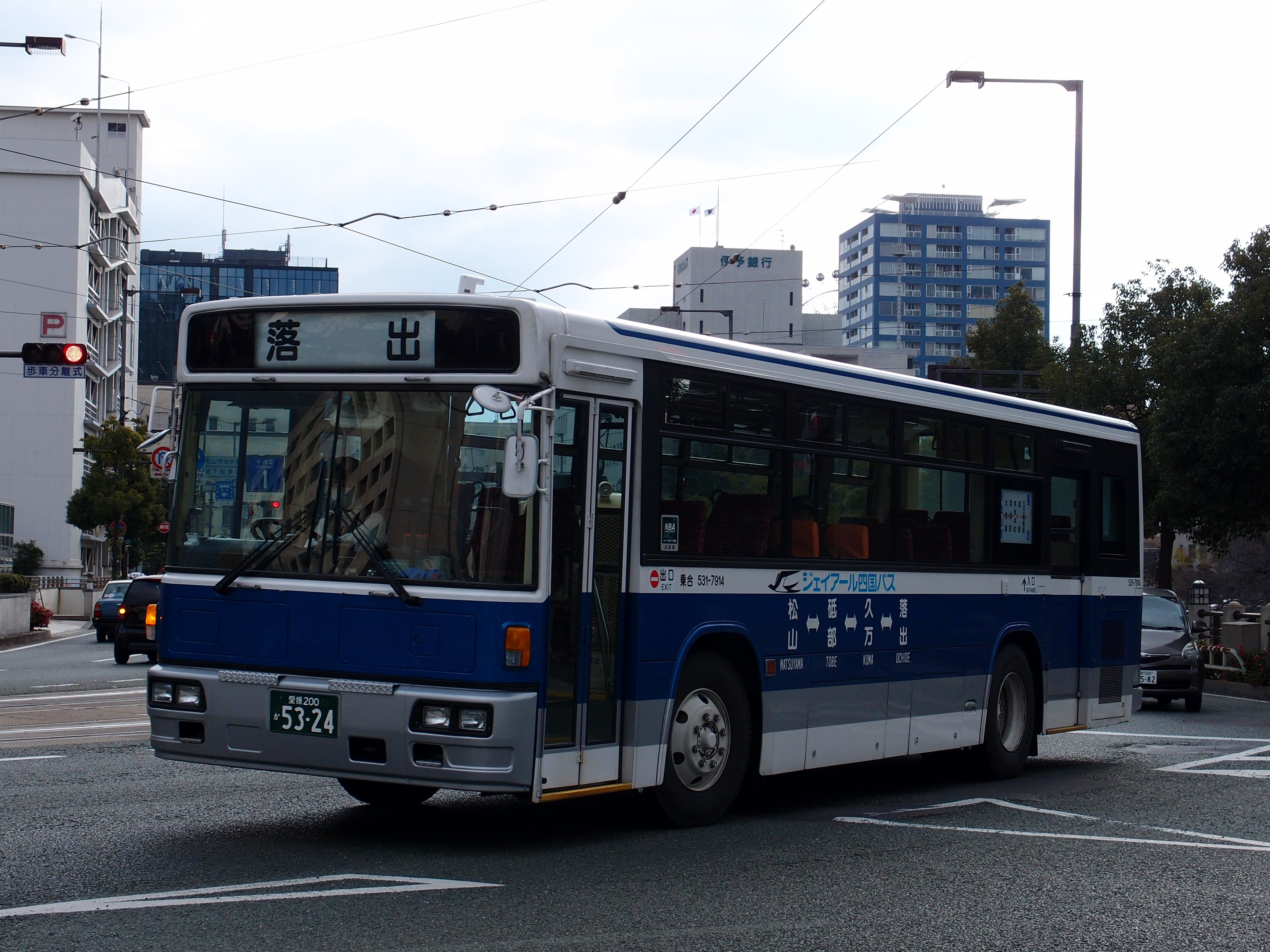
久万高原線（市役所前付近にて）

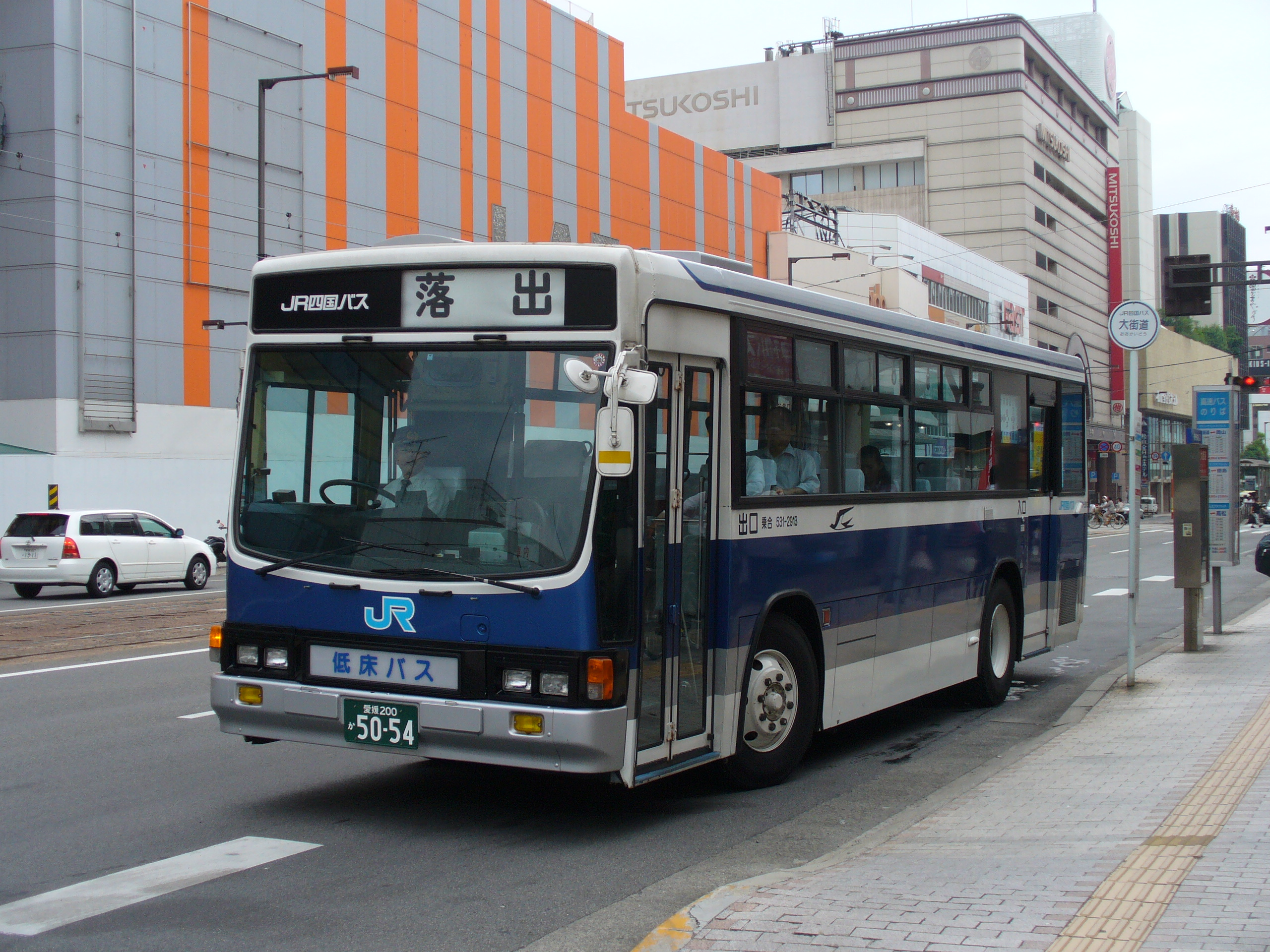
久万高原線（大街道にて）

#### 現行路線
※地域間幹線系統として、国・高知県・愛媛県・沿線市町村の補助を受ける。
- 久万高原線〔松山支店〕（松山駅 - 砥部 - 久万高原）
- 大栃線〔高知支店〕（土佐山田駅 - 美良布（アンパンマンミュージアム））
  - 旧・山田営業所在籍車両全車がアンパンマンラッピングバスになっている。

#### 廃止路線
- 西讃線〔観音寺自動車営業所〕（現在は一部三豊市コミュニティバスが運行）
  - 西讃本線
    - 観音寺 - 山本町 - 琴平

  - 善通寺線
    - 一の谷 - 田井 - 大日 - 善通寺大通

  - 仁尾線
    - 観音寺 - 仁尾 - 詫間 - 善通寺
- 川池線〔川之江自動車営業所〕（現在は一部瀬戸内運輸・三好市営バスが運行）
  - 川池本線
    - 川之江 - 上分 - 七田 - 阿波佐野 - 阿波池田
    - 川之江 - 金生農協山田井支所前 - 上分
    - 伊予半田 - 柴生公会堂前 - 下川

  - 三島線
    - 上分 - 松柏 - 伊予三島

  - 新宮線（現在は一部瀬戸内運輸・四国中央市が運行）
    - 伊予金田 - 伊予新宮 - 堂成 - 新瀬川

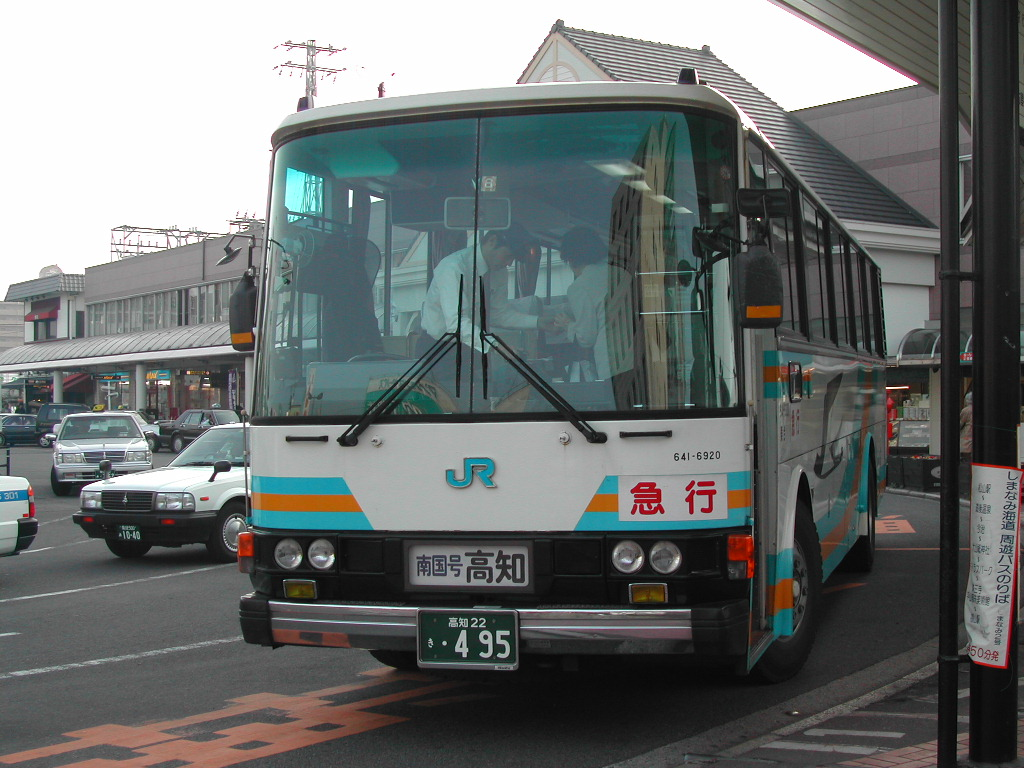
松山高知急行線 なんごく号

- 松山高知急行線〔松山自動車営業所→松山支店・高知自動車営業所佐川営業所・高知自動車営業所〕（現在は一部黒岩観光・久万高原町が運行）
  - 松山高知急行本線
    - 落出 - 引地橋 - 土佐大崎 - 越知 - 佐川 - 高知

  - 八釜線（現在は久万高原町営バスが運行）
    - 落出 - ごうかく - 古味

  - 池川線（現在は仁淀川町民バスが運行）
    - 土佐大崎 - 三叉 - 池川

  - 長者線
    - 上仁淀 - 別府森 - 長者

  - 久万高原線（現在は久万高原町営バスが運行）
    - 久万高原 - 御三戸 - 落出
- 南予線〔大洲自動車営業所・日吉自動車営業所〕（現在は一部宇和島自動車や内子町営バス等が運行）
  - 南予本線
    - 伊予大洲 - 大洲本町 - 鹿野川 - 伊予大谷 - 栗の木 - 坂石 - 土居町 - 伊予日吉 - 出目 - 近永 - 宇和島
    - 伊予大谷 - 伊予久保 - 伊予白石
    - 土居町 - 三滝 - 寺野

  - 小田町線
    - 伊予大洲 - 五十崎駅前 - 竜王温泉口 - 新廿日市 - 内子 - 新廿日市 - 突合 - 小田町 - 参川口 - 宮原
    - 竜王温泉口 - 五十崎町
    - 新廿日市 - 内子

  - 八幡浜線
    - 大洲本町 - 鉄砲町 - 大洲病院前

  - 中筋線
    - 荷刺 - 伊予中筋 - 榎

  - 神納線
    - 鹿野川 - 谷口 - 河辺役場前

  - 卯之町線
    - 栗の木 - 荷刺 - 野村町 - 下宇和口 - 卯之町
    - 下宇和口 - 下宇和

  - 伊予大村線
    - 伊予日吉 - 父野川 - 屋敷
- 阿波線〔鍛冶屋原自動車営業所→徳島自動車営業所〕（現在は一部徳島バスが運行）
  - 阿波本線
    - 鍛冶屋原 - 羅漢 - 板野駅南
    - 鍛冶屋原 - 北二条 - 市場町 - 阿波病院前 - 阿波用水 - 拝原西 - 脇町
    - 北二条 - 知恵島 - 鴨島
    - 脇町 - 拝原西 - 穴吹

  - 阿波山手線
    - 鍛冶屋原 - 法林地 - 市場町筋 - 阿波病院前
- 大栃線〔高知自動車営業所土佐山田営業所・高知支店〕（現在は一部とさでん交通・香美市が運行）
  - 高知 - 後免駅前 - 土佐山田
  - 美良布 - アンパンマンミュージアム前 - 大栃
  - 大栃 - 五王堂 - 影
  - 神母の木 - 逆川 - 龍河洞
  - 大栃 - 塩 - 岡の内
  - 岩改口 - 北岩改 - 岩改
  - 土佐小川 - 胡麻尻 - 千萱
  - 美良布 - 土佐河口 - 永野
  - 談議所 - 林区前 - 東佐岡
- 窪川線〔高知自動車営業所窪川営業所〕（現在は四万十交通が運行）
  - 窪川 - 仁井田 - 本堂 - 興津峠 - 土佐興津
  - 窪川 - 本堂 - 襟 - 志和峠 - 志和
  - 仁井田 - 影野駅前 - 床鍋
- いよじ号〈伊予鉄道と共同運行〉[45]
  - JR高松駅 - JR松山駅
- とさじ号〈高知県交通と共同運行〉
  - JR高松駅 - JR高知駅

## 車両
国鉄バス時代はいすゞの車両が圧倒的に多かったが、民営化後は高速車で三菱の車両が導入され、その後貸切車でも三菱車が増加している。また、1995年に香川県交通の貸切バス事業を引き継いだことにより、それまで導入実績のなかった日野車が移籍してきた。日産ディーゼル（現・UDトラックス）車の導入実績はない。なお、民営化後に新車で購入した車両は高速・貸切車のみで、一般路線車の新車導入はなく、全て他事業者（JRバス他社・東京都交通局・大阪市交通局・神戸市交通局・南海バス）からの譲受車であったが、2013年に自社初の新車（日野レインボーⅡ）を大栃線用に導入した。近年は貸切車でも譲受車の導入がある。JRバスグループからのリース車の場合、旧所属塗色からロゴ等を変更しただけの車両も見受けられる（写真参照）。
1988年以降導入した高速・貸切車（譲渡車の一部を除く）には、当時波動輸送用のキハ58系に施されていたものと同じデザインの塗装が採用されており、また国鉄バス時代から引き継いだなんごく号用車・貸切車の一部にも塗り替え車がいた。一般路線車は国鉄バスのカラーリングを引き継いでいる。
2014年3月、同社初の日野・セレガ4台（QRG-RU1ASC、高速仕様車）が高松支店観音寺営業所と高知支店に配置された。
2020年度に高速バスのバリアフリー化の考えに基づき、1階部分が車椅子で乗降可能なスカニア・InterCityDDを5台導入予定であり、導入された車両が7月3日に高知支店で一般公開された。7月22日より「高知エクスプレス号・京阪神ドリーム高知号」に段階的に3台を導入していく予定。
貸切車の正面にある社名表示は、JR四国直営時代は「JR四国観光」だった。

過去の車両
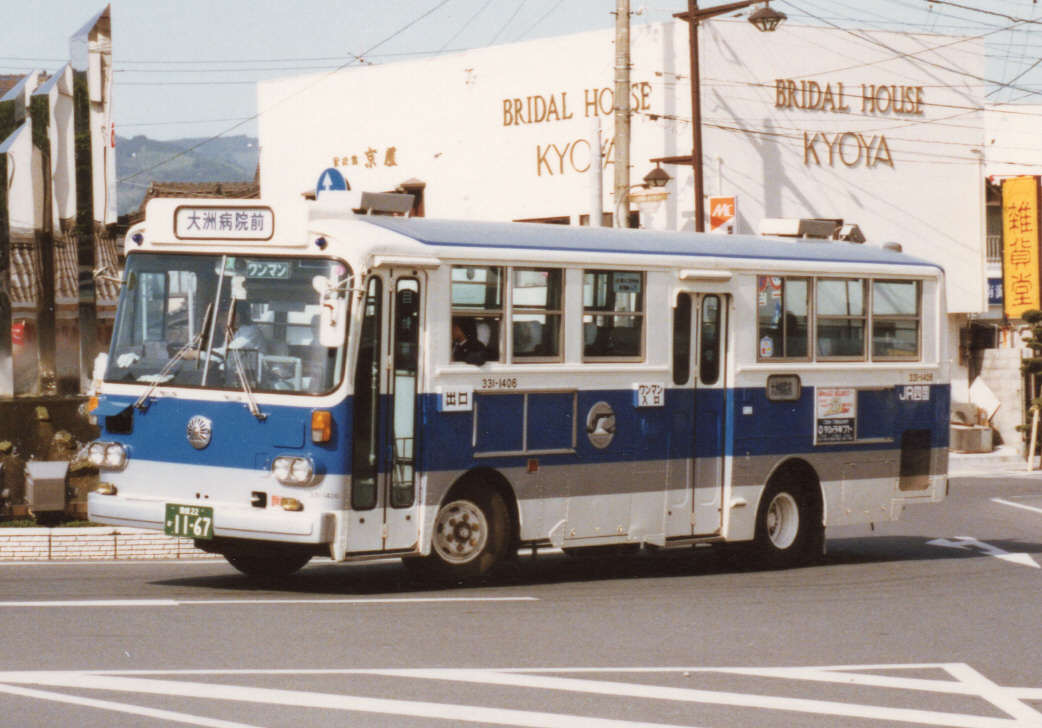
中型路線バス 331-1406
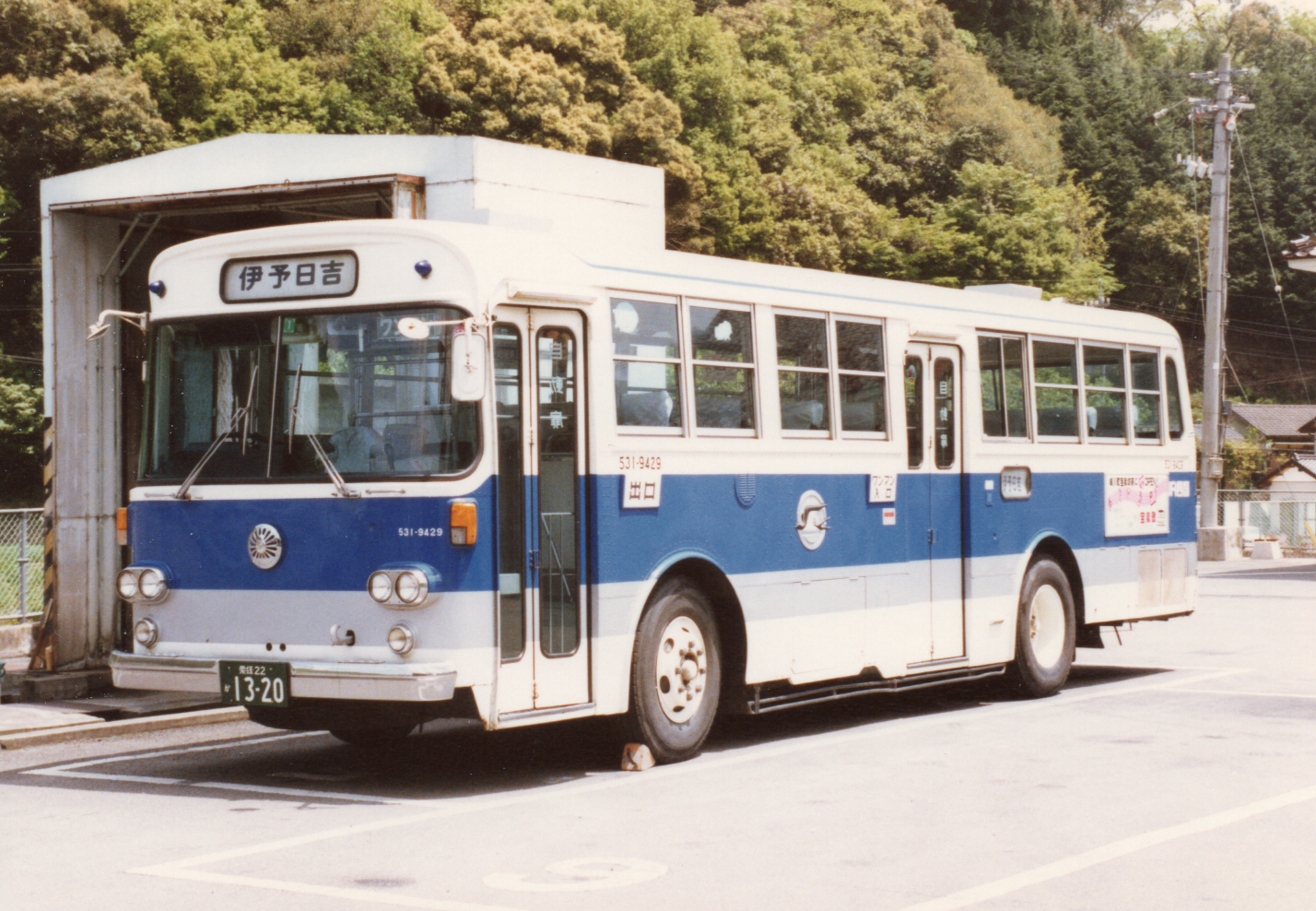
大型路線バス 531-9429
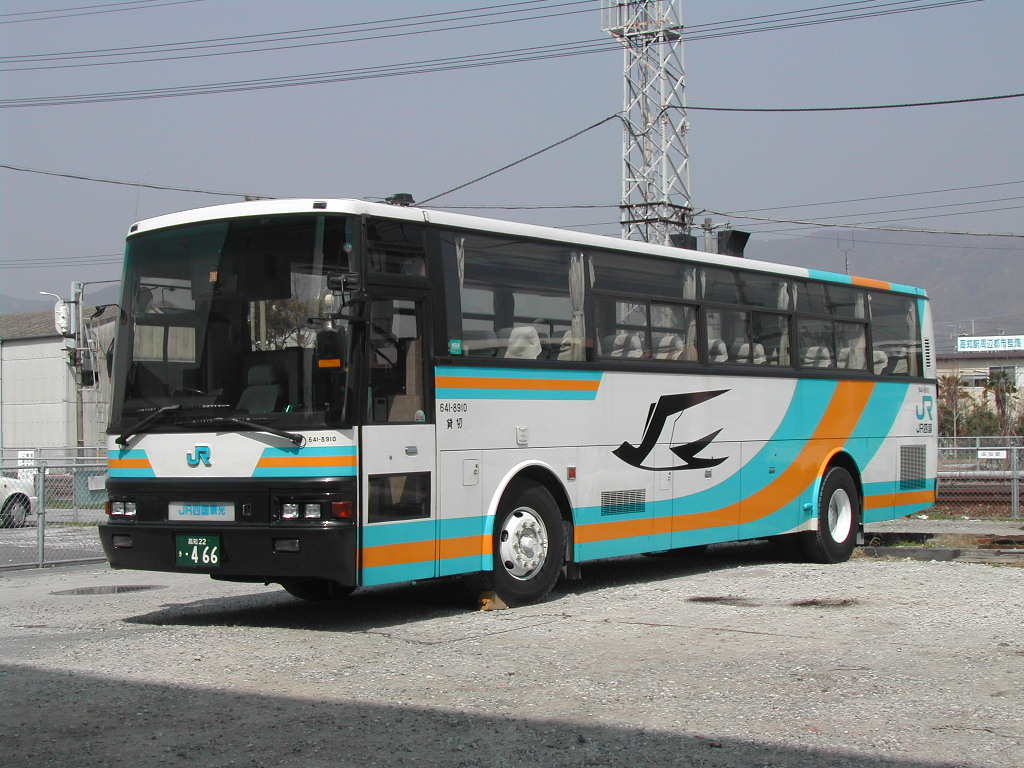
貸切車 641-8910
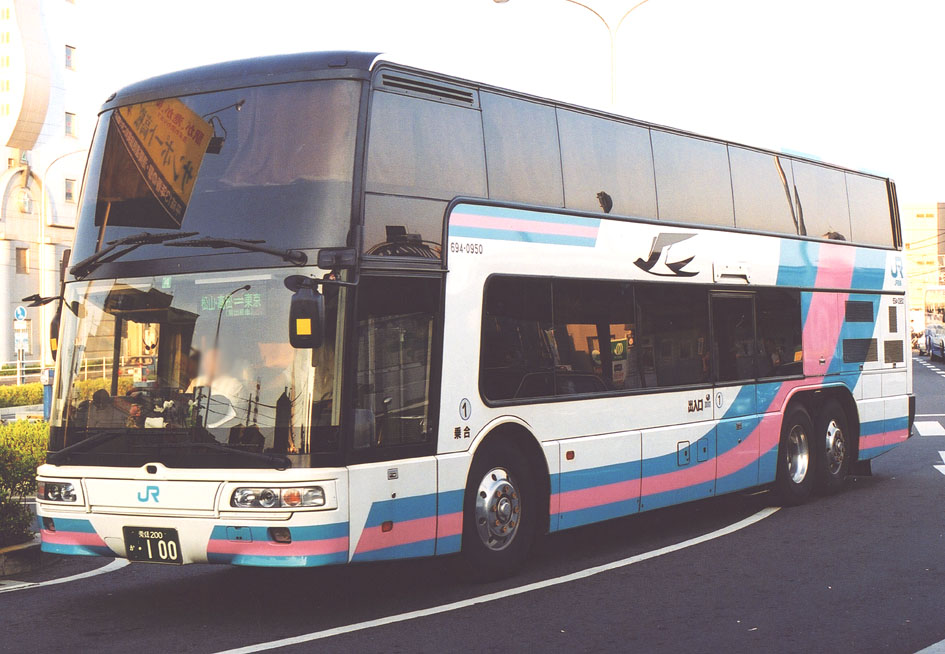
エアロキング導入1号車両（その後塗装変更された） 694-0950
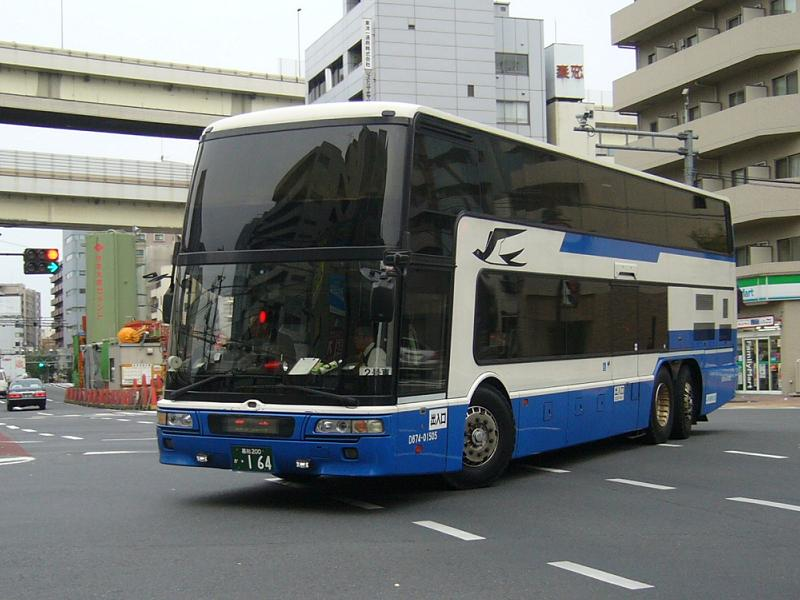
ジェイアールバス関東からにリースした車両（のちにリースバックされた） D674-01505

### 車両称号
基本的には国鉄バスの附番法則を使用していたが、1991年9月以降の新車から、以下のような附番法則に変更された。なお、在来車の改番は行われていない。また3列リクライニングシート→4列リクライニングシートに改修された車両も改番は行われていない。1999年以降、固有番号の付番は10年毎に50 - と01 - を交互に繰り返している。
| 6    | 4    | 4        | - | 3    | 9    | 01       |
| ---- | ---- | -------- | - | ---- | ---- | -------- |
| 車種 | 形状 | メーカー |   | 年式 | 装備 | 固有番号 |

- 車種[48]
  - 1: 室内長6500mm未満かつ室内高1800mm未満（マイクロバス）
  - 2: 室内長7200mm未満（中型バス）
  - 3: 室内長7200mm以上7800mm未満（中型バス）
  - 4: 室内長7800mm以上8600mm未満（大型ショート系）
  - 5: 室内長8600mm以上（大型バス）
  - 6: 中長距離・観光・高速車
- 形状[49]
  - 1: 横向き座席
  - 2: 混合（半分以上が前向き）
  - 3: 前向き座席
  - 4: リクライニングシート・大型ハイデッカー・スーパーハイデッカー
  - 5: リクライニングシート・中型ハイデッカー
  - 6: リクライニングシート・小型ハイデッカー
  - 7: 3列リクライニングシート・スーパーハイデッカー
  - 8: 4列リクライニングシート・スーパーハイデッカー
  - 9: リクライニングシート・UFC（アンダーフロアコックピット）または2階建バス（ダブルデッカー）
- メーカー[50]
  - 1: いすゞ
  - 4: 三菱
  - 7: 日野
  - 8: 日産ディーゼル（当時、現「UDトラックス」）
  - 9: その他（スカニアなど）
- 年式[51]
  - 製造年度の西暦の下1桁。
- 装備[52]
  - 0: 板ばね
  - 4: 冷房・板ばね
  - 5: 空気ばね
  - 9: 冷房・空気ばね
- 固有番号[53]
  - 前5 - 6桁ごとの連番

上記の法則により、「691-4901」は、「4列リクライニングシート装備のUFC観光車でいすゞ製、製造年度は1994年度（実車は1995年製）で、冷房・空気ばね装備の車両」における01号車ということになる。

### アンパンマンラッピングバス
路線バスでは、大栃線で運行する一部車両に2000年10月 からアンパンマンシリーズの主要キャラクターをあしらったボディラッピングが施されるようになり、2005年10月 からは大栃線で運行する車両全てがアンパンマンラッピングバスとなっている。2013年には新車両を投入している。高速バスは、2013年から四国4県の営業所に1台ずつ配置されており、主に神戸・大阪行きの路線で使用されていた。このうち高松駅発と徳島駅発は神戸アンパンマンこどもミュージアム&モールがあるハーバーランドのMOSAICまで土曜・日曜・休日に1往復で運行していた。2016年2月から3月にかけて運転を終了した。貸切バスは、2003年10月に香川県で運行開始 し、2007年3月からは四国4県に1台ずつ配置されていたが、2011年の愛媛県、高知県の貸切バス事業縮小により両県で配置がなくなり、2014年に香川県の配置が、2015年に徳島県の配置がなくなっている。

## 高速バス事業における競合と共同運行
私鉄系バス会社の運行する高速バスとは、路線により「共同運行」路線と「競合」路線が混在する。基本的には首都圏・名古屋方面の路線は競合で、高松 - 広島線のように、私鉄系高速バスが運行しない独占区間も一部存在する。しかし、京阪神方面と四国島内線は、路線により異なる。
- 対京阪神方面
  - 香川県発着 高松エクスプレス運行の「たかなんフットバス」・「神戸フットバス」とは競合関係にあるが、他の路線は私鉄系バス会社と共同運行である。かつては、大阪線・神戸線も私鉄系と競合していた。しかし、高松エクスプレスの参入と同時に、それぞれ四国高速バス、阪急バス（大阪線）、神姫バス（神戸線）との共同運行に変更、競争力を拡大した。その後、四国高速バスとは協力関係を強め、ゆめタウン高松バスターミナル拡張や、高松中央ICBT開設時には、その費用捻出は四国高速バスと共同で行われたとされている。
  - 愛媛県・高知県発着路線は私鉄系バス会社連合と競合している。また、徳島自動車道上の一部停留所に停車するため、徳島県西部の四国交通と阪急バス（大阪線）、神姫バス（神戸線）共同運行の「しこくさぶろうエディ号」と一部競合関係にある。同区間のJRバス昼行便の全便停車には四国交通が猛烈に抵抗した。同社は経営規模が小さく、高速バスが同社の大きな収入源であり、地域バスの維持とも関連していたためである。自由化以降の開設路線であり、停車に対し法的問題はなかったものの、協議の結果、JRバスは一部のみの停留所の停車とすることで落ち着いた。
  - 徳島県発着路線の内、京都便以外は、JR四国バス、西日本JRバスと、本四海峡バスの3社で、JR本四ブルーネットワークを形成し、私鉄系バス会社連合と競合関係にある。
- 四国島内線
  - 共同運行路線 高松 - 高知線、高松 - 松山線、徳島 - 松山線、徳島 - 高知線
  - 競合路線 高知 - 松山線

京阪神方面ほど大きな需要の見込めない四国島内線は、高知 - 松山線を除き、私鉄系バス会社と共同運行している。高知 - 松山線のみ競合となった背景には、すでに同社が松山高知急行線を運行していたことと、私鉄系バス会社が、同社より先に高知 - 松山高速バスの運行を表明したことと関連するとされる。詳しくは当該記事を参照のこと。また、高松 - 徳島線のように、当初共同運行に参加していたが、撤退した路線も存在する。同路線は、皮肉にもJR四国バス撤退後、往復券・回数券の割引率拡大、増便、パークアンドライドサービスなどにより利用者を伸ばした。
なお、四国各地と関東地区を結ぶ路線を中心として徐々にツアーバス（2013年以降は新高速乗合バス）が参入しており、それらとも競合関係にある。

## パークアンドバスライド
従来より、バス停に隣接して地方自治体等が設置する高速バス利用者用駐車場を利用したパークアンドバスライドは実施してきたが、事業者が独自に設置したものとして、ゆめタウン高松駐車場、高松中央インターバスターミナル駐車場、丸亀バスセンター駐車場（いずれも四国高速バス等と共同利用）が高速バス利用者の集客に大きな貢献を果たしていることもあり、松山支店の敷地内に高速バス利用者用駐車場を設置するなど、積極的に取り組んでいる。川内インターの高速バス利用者用駐車場など、松山-岡山線・高松線・徳島線以外では競合関係にある伊予鉄バスと共同で整備した例もある。また、徳島県内から徳島駅経由で徳島駅前からJR高速バスを利用する場合、一定の条件で、JR四国のパークアンドライドサービス「車deトレイン」が利用できる。